# Negacionisme
|  | No s'ha de confondre amb Negació de l'Holocaust o Revisionisme històric. |

El negacionisme és una actitud política de rebuig cap a algun fet o objectiu. L'oposició dels àrabs o palestins a l'existència, el reconeixement, o la negociació amb l'estat d'Israel es considera sovint una forma de negacionisme encara que això pot ser caracteritzat més específicament com a "negacionisme àrab" o "negacionisme palestí."
Hi ha altres situacions en el dret internacional que es consideren formes de negacionisme. Per exemple, una situació invertida de l'anterior, per la qual el govern israelià es nega a acceptar o negociar amb els palestins és una forma de rebuig o negació. Un altre cas comú de rebuig és una escola de pensament en relació amb els articles 2.4 i en l'article 51 de la Carta de les Nacions Unides, en relació amb l'ús de la força per part dels estats en el cas d'una ingerència humanitària. Aquests opositors rebutgen la Carta de l'ONU com una guia concreta perquè els estats l'acatin. Per tant, la Carta de les Nacions Unides no és eficaç en la regulació del comportament dels Estats.
En rares ocasions, el negacionisme pot aparèixer en contexts no relacionats amb el dret internacional, per exemple en relació amb el moviment antivaccinació.
En general, l'orientació de la política caracteritzada com a "negacionista" es considera despectiva, ja que sovint ve amb la implicació que els seus seguidors no són gens raonables.
El 2021, el mot negacionisme va ser triat com a neologisme de l'any en català.